# Fucales
Fucales è un ordine di alghe brune (Phaeophyceae)
In Europa, a partire dal 1990, si è riscontrato un calo preoccupante a livello locale di Fucales  Questa diminuzione ha comportato una particolare attenzione nella direttiva dell'Unione europea (2000/60/CE)